# Bolitoglossa magnifica
Bolitoglossa magnifica is een salamander uit de familie longloze salamanders (Plethodontidae). De soort werd voor het eerst wetenschappelijk beschreven door James Hanken, David Burton Wake en Jay Mathers Savage in 2005.
De salamander komt voor in delen van Midden-Amerika en leeft endemisch in Panama. Bolitoglossa magnifica leeft in de bergbossen en nevelwouden van de provincie Chiriquí op hoogtes tussen de 1250 en 2400 meter boven zeeniveau. De soort is bekend van de flanken van de vulkanen Chiriquí en Barú, de Cerro Punta en de regio van Boquete. Na meer dan dertig jaar niet te zijn waargenomen, is Bolitoglossa magnifica recent weer gezien in nationaal park Volcán Barú, waar het lokaal algemeen lijkt.